# Anna Troberg
Anna Kristina Troberg, född den 9 april 1974 i Landskrona, är en svensk  författare, översättare och före detta piratpartistisk politiker. Hon var partiledare för Piratpartiet 2011-2014. År 2016 blev hon verksamhetschef för Wikimedia Sverige, vilket hon var tills hon i mars 2017 blev ordförande i fackförbundet DIK. 

## Biografi
Anna Troberg växte upp i Borlänge. Hon studerade vid Uppsala universitet där hon erhöll en magisterexamen i språk och därefter som doktorand i engelska.
Hon har varit förlagschef för den svenska delen av det nordiska förlaget Bazar förlag. Hon var partiledare för Piratpartiet mellan 2011 och 2014 efter att 2009 blivit utnämnd till vice partiledare. Samtidigt arbetade hon som författare och översättare. Hon kandiderade i Europaparlamentsvalet i Sverige 2014 på tredje plats på Piratpartiets lista.
Från januari 2016 fram till mars 2017 var hon verksamhetschef för Wikimedia Sverige. I mars 2017 valdes hon till ordförande för fackförbundet DIK.